# Опсада Бијељине 1876.
Опсада Бијељине или Бијељинска буна 1876. године догађај је из српско-турског рата, у коме су српски устаници уз помоћ одреда војске Кнежевине Србије и италијанских гарибалдинаца током јула и августа 1876. године опсједали Бијељину. Српске трупе под командом Ранка Алимпића опколиле су град, али због снажне османлијске одбране и недостатка потребне подршке, српске снаге нису успјеле да га освоје. Опсада се завршила повлачењем српских трупа.
Огорчене борбе водиле су се широм Семберије и Мајевице (спаљене су школе у Трнови, Забрђу, Драгаљевцу, Бродцу, Црњелову...) па чак и у самом граду Бијељини.

### Упади добровољаца 1875.
Побуна хришћанског становништва против османске власти 1875. године, која је започела у Босни и Херцеговини и нарочито ескалирала у источном дијелу Херцеговине, није имала значајнији одјек у Семберији. Нису биле организоване веће побуне или значајније акције локалног српског сеоског становништва. Као дио својих настојања да прошири устанак на Семберију, српске власти су 3. септембра 1875. године, тајно, преко ријеке Дрине, код мјеста Главичице, пребациле 310 добровољаца.
Добровољци, под командом Јована Панића, су одмах након преласка на територију Босне напали османску пограничну караулу и спалили чардак. Након напада смјестили су се у манастиру Тавна.
Међутим, османска власт у овом дијелу Босне била је добро организована, са регуларним османским трупама у Бијељини и Зворнику, које су бројале око 12.000 војника. По сазнању да су добровољци прешли из Србије, османске снаге су брзо реаговале. Мустафа Грабчановић у књизи „Бијељина и Бијељинци“ наводи да су, чим је стигла вијест о преласку добровољаца, из Бијељине кренуле двије пјешадијске чете и два ескадрона коњице, а убрзо су им се прикључили и башибозуци из околних села. Манастир Тавна био је опкољен од стране османских трупа и башибозука. Добровољци су пружили жесток отпор, али су, након што су током дана успјели да се извуку из манастира, прешли на планину Мајевицу или се вратили у Србију. Манастир и школа код манастира су опљачкани и спаљени, а игуман манастира Јосиф Јовановић, према натпису на спомен табли у манастиру (постављена 1932. године), "жива на ватри пекоше".
Неколицина добровољаца, међу којима су били рањени, остала је у манастиру и касније су заробљени. Османлије су их одвеле у Бијељину, гдје им је суђено и гдје су погубљени. Потрага за преосталим добровољцима на Мајевици убрзо је довела до њихове ликвидације. У борбама око манастира и на планини Мајевици погинуло је више од стотину добровољаца, а међу њима је било и неколико цивила.
Турске власти су покренуле судски процес у Тузли против потоњег игумана Александра Симића, двојице калуђера и учитеља који су били оптужени за сарадњу са Србијанцима. Игуман је био осуђен на петнаест година робије, коју је делимично издржао у Видину, а калуђери и учитељ су били задржани у затвору до 1877. године.
Године 1875/1876, главни агитатори и предводници у организацији будуће оружане побуне били су локални православни свештеници Српске православне цркве. На пример, поп Никола Јовановић-Ђаковић, православни намесник орашко-градачачке нахије, у пролеће 1876. године био је први који је организовао и спроводио тајно слање добровољаца из Босне у Србију. Они су преко Шапца, уз посредовање тамошњег трговца Јована Шкорића, одлазили на фронт као војници.
Када је Србија објавила рат Османском царству у јуну 1876. године, генерал Ранко Алимпић је упутио проглас, „Ратну прокламацију“ упућену „браћи нашој у Босни“, у којој је позвао „православне, католике и мухамеданце“ да устану против Османлија и ставе се под барјак кнеза Милана IV Обреновића.
Подручје насељено Србима, уз реке Дрину и Саву, у Семберији, као и у области око Мајевице, Требаве, Вучијака и планине Озрен, полако је тонуло у атмосферу ишчекивања устанка. Долазак јединица српске војске на Дрину узнемирио је и Србе и муслиманско становништво у Семберији, што је додатно подстакло растућу напетост у овом региону.

## Почетак устанка
Након прогласа генерала Алимпића, у Семберији долази до отворене побуне локалног српског становништва и оружаних напада против муслиманског становништва. На чело српских побуњеника ставили су се свештеници Петар Михаиловић из Црњелова и Цвијетин Мићић, парох вршански „из Ступња“, а иначе родом из Доње Чађавице. На збору у Црњелову испред куће свештеника Петра Михаиловића, семберски устаници су одлучили да крену у борбена дејства, иако српска војска још није прешла Дрину и нису сви били озбиљније наоружани. Устаници су одмах након тога попалили неколико беговских чардака у семберским селима.
До жешћих борби дошло је у Семберији између 20. и 22. јуна 1876. године (по јул. календ.). Делегација семберских Срба, предвођена поменутим свештеницима и бијељинским трговцем Мићом Николићем званим „Чавка“, ухватила је везу са генералом Ранком Алимпићем, и то преко капетана Ђоке Влајковића, који је тада био лоциран у мачванском селу Бадовинцима, са српском војском и добровољцима, међу којима је била и чета добровољаца из Италије званих „Гарибалдинци“.
По његовом наређењу, поп Петар Михаиловић је проглашен вођом „босанских добровољаца“, односно заповедником семберских чета, које су, у крајњој линији, одговарале командним структурама војске књажевине Србије. Српским побуњеницима је одмах преко Дрине допремљено 800 пушака белгинки, барута и оловних метака. Пушке „белгине“ или „белгинке“ су, у суштини, биле пушке острагуше белгијске производње.
Српска војска под командом Ђоке Влајковића напала је Бијељину 21. јуна 1876. године (по јул. календ.). Како наводи српски историчар Милорад Екмечић, план генерала Ранка Алимпића био је да се преко Семберије и Посавине споји са устаницима у Босанској Крајини. На основу лошег искуства добровољаца из 1875. године, генерал Ранко Алимпић се није усудио да предузме напад на град са јужне стране, него је наредио пуковнику Ђоки Влајковићу да редовна српска војска и добровољци пређу Дрину између села Попова и Амајлија, па да преко села Кованлука ударе на град.

## Османска одбрана
У Бијељини је тада био смештен веома јак османски гарнизон, а град је био добро брањен. Око градске језгре, Бијељина је имала своју фортификацијску утврду од набијене земље и храстових дебала – палисаду, коју су Турци звали „паланка“, а коју је окруживао широк и дубок јарак испуњен водом ријечице Јањице – шаранпов. Ова градска утврда је, иначе, темељно обновљена 1838. године и била је добро утврђена и наоружана са неколико „чарка“ и „чакалос“ топова. У време одбране града 1876. године, ова утврда је имала и више модерних топова немачке производње марке „Круп“, као и неколико старих турских бронзаних топова са ђуладама. Сличан шаранпов имала је и варошица Јања.
Осим градске утврде са палисадом и шаранповом, која се налазила у самом данашњем центру града, Османлије су, ради ефикасније одбране Бијељине, подигле низ мањих фортификацијских утврда и бункера на прилазима граду. Ове фортификације су биле постављене на источном и јужном прилазу Бијељини. Једна је била на раскршћу путева за Амајлије и Попове, друга у близини Пучила и православног гробља, а трећа на Голом Брду. Поред ових фортификација, ископано је и више траншеја са бункерима између Новог Села и Дворова. У главном великом градском земљано–палисадном утврђењу–шаранпову, налазила се главнина османске војске–низама, која је бранила град заједно са наоружаним муслиманима добровољцима из самог града.
Командант османских трупа у Бијељини био је Мехмед Али-паша Мушир, пруски конвертит у ислам, рођен као Ludwig Karl Friedrich Detroit, који је био препознатљив и по својим војним способностима. У његовом заповједништву, град су бранили и мусл. добровољци (башибозук), међу којима су се истицали локални вође попут Мустајбега Заимовића, Омер-бега Салихбеговића, Авди-бег Салихбеговић, Салих-бег Салихбеговић, Али-бег Пашић, Мехмед-бег Фидахић, Мухарем-бег Османбеговић, Рифат-бег Рифатбеговић, Мухамед-бег Прељубовић, Ахмет-ага Абдулахагић и Сулејман-ага Грабчановић.

## Напади
Ратне операције су отпочеле управо 3. јула (по грегоријанском календару). форсирањем Дрине на Бујуклића ади код Попова. Дакле, прву ратну јединицу која је тада отпочела оружана дејства предводио је Мићо Николић Чавка.
Главнина српске војске, која се кретала од Кованлука ка граду, прво је напала на фортицу која се налазила на раскршћу путева за Амајлије и Попове. Ту су Срби били заустављени и разбијени, па се веома мали број њих пробио ка граду. Захваљујући одбрани, град није пао у српске руке. Напад је био неуспешан и одбијен уз огромне губитке. Напад редовне српске војске и устаника био је практично заустављен још на спољним фортицама, тако да је веома мали број нападача успео да дође до градског шарампова и града. Записа и података о непосредном нападу српских трупа на градски шаранпoв и о његовом интензитету нема, али постоје непобитни докази да се тај напад заиста догодио.
Наиме, негде почетком шездесетих година 20. века копана је септичка јама у дворишту основне школе „Фадил Јахић –Шпанaц“ која се тада налазила у самом центру града, преко пута општинске зграде. На месту где је копана та јама некада је пролазио јарак бијељинског шарампова са водом. У ископаној јами пронађени су посмртни остаци неколико српских војника са деловима одеће на којој су се могле уочити војничке ознаке војске Обреновићке Књажевине Србије. Поред тога, у тој јами је пронађено и неколико пушака „белгинки“ којима је та војска била наоружана. Ови војници вероватно су били убијени приликом покушаја да пређу преко шарампова и уђу у град. Мртви су пали у јарак са водом и потонули у дубоко блато где су и остали њихови посмртни остаци и њихово наоружање.
Српски напад на Бијељину поновљен је 23. јуна (по јул. календ.), а у том нападу активно су учествовали сви побуњени семберски Срби под командом четовође попа Петра Михаиловића. Побуњеничке чете су нападале Бијељину из правца Велике Обарске. Редовна српска војска са добровољцима напала је из правца Букреша и Галца.
Поред Петра Михаиловића, вође побуњених Срба, истицали су се и: Мићо Николић-Чавка, трговац из Бијељине, Симо Катић из Броца, Јово Шкорић, трговац из Бијељине, а родом из Балатуна, Лазар Јевремовић-Новаковић, трговац из Бијељине, затим Јован Мијатовић и Јован Давидовић из Босанске Крајине, заправо из околине Босанског Новог, затим Јово Џинић из Бијељине, писар митрополита Дионисија II, а из Велике Обарске су били четовође: Цвијетин Шовић, звани Ћућо, кнез Стево Ивановић, Васо Ломбић и Васо Рогозиновић.
И овај напад на град завршио се неславно, па су нападачи доживели пораз. Српска војска након пораза повукла се ка Поповима и реци Дрини, оставивши добровољце. Тога дана су османским трупама у Бијељини стигла појачања из Брчког и Тузле, па су османске снаге постале супериорније над нападачима.
Османска војска и браниоци града су изашли из утврђења и напали преостале добровољце. Главна битка између османских и српских снага одиграла се на подручју данашњег Галца, у близини фортице на Голом Брду. У тој бици побијен је највећи део "добровољаца" из Србије и сви "гарибалдинци", италијански добровољци који су се борили на страни Србије.
Након пораза под Бијељином, већина побуњених семберских Срба бацила је оружје и вратила се својим селима. Остала је организована и наоружана само једна мала група побуњеника предвођена својим верским вођама. Они су се повукли и утврдили у два шанца у атару Велике Обарске, тачније "у шанцу од шљивика Цвијетина Шовића до ћуприје у близини српске школе".
Осмaнске трупе и башибозук из града су веома брзо пристигли у овај регион и опколили га са свих страна. Побуњеници су позвани да положе оружје и предају се "на веру" османским трупама. Са побуњеницима преговоре је водио Мухарем-бег Османбеговић из Бијељине, али они нису уродили плодом. Пошто су устаници одбили турски ултиматум, уследио је напад османских трупа и добровољаца из Бијељине на њих. Битка код Велике Обарске десила се 23. јуна 1876. године (по јул. календ.).
Од виђенијих устаника погинули су: Ђоко Лакетић из Броца, Саво Рогозиновић, Стево Ивановић, Васо Ломбић и Васо Рогозиновић из Велике Обарске, те обор-кнез из Велике Обарске Стево Ивановић, који је био тешко рањен у леђа и лежао скоро непокретан на бојном пољу. Субаша Омер-бега Салихбеговића, Бајро Ђивић и млади бег Глибановић из Челића пришли су да му помогну и да га подигну или да га му одсијеку главу, али је он на њих запуцао из пушке и обојицу ранио. Од рана које су том приликом задобили обојица су нешто касније преминули.
Како се рањени кнез Стево није желио предати а није жели да му се помогне, османски војници су га стрељали. Главни турски напад на српску линију припремили су топови, што је утицало да устаници крену у повлачење. Тада је погинуо и вођа побуњеника, трговац из Бијељине Мићо Николић звани Чавка. Одсјечена глава Миће Николића –Чавке је касније била набијена на колац и јавно изложена на главној Јањица-капији која је водила преко шарампова у бијељинску паланку. Поред његове главе на табији Јањица-капије је било изложено још десетак глава осталих побуњеничких вођа. Јањица-капија се налазила тачно преко пута улаза у данашњу бијељинску Зелену пијацу.
Део османских трупа под командом мајора Хивзи-бега Ђумишића, као и део локалног башибозука, били су послати у Рачу да преузму војни материјал и храну за војску, који су паробродом стигли реком Савом у рачанску луку. Устаници су пропустили Хивзи-бега и његову пратњу, а затим су их напали док су се враћали. Напад из заседе на јединицу под командом мајора Хивзи-бега Ђумишића одиграо се 24. јуна 1876. године (по јул. календ.) у Балатуну код воде Сушице. У боју против Хивзи-бега учествовали су остаци разбијених српских трупа које су се повлачиле, као и српски устаници из Међаша и Трњака. Хивзи-бег је изгубио контролу над својим војницима, посебно башибозуком, који је пред надмоћним непријатељем побегао према селима Даздарево и Тријешница. На крају је, након крваве битке, и сам Хивзи-бег је погинуо.
Муслимани Бијељине као и његова породица из Бањалуке после окупације 1879. године подигли су му турбе у селу Трњацима, на месту где је и погинуо. Касније, 1961. године, ово турбе је уклоњено.
У борбама против побуњених Срба-четника у североисточној Босни, нарочито Семберији, видно место заузима и бој код Драгаљевца (на 16. километру од Бијељине према Брчком), тачније – код куће сељака Зарије Вишњевчевића. Ту је бројнију, добро обучену и боље наоружану турску војску са својим одредом у заседи сачакао поп Цвијетин Мићић. У краћој али крвавој бици која се одиграла 3. јула 1876. године (по јул. календ.), побуњеници су доживели катастрофалан пораз. Поп Цвијетин је у тој бици и сам погинуо. Његова одсечена глава је после битке била три дана изложена у Брчком, док је није откупио аустријски конзул, Србин из Лике, Никола Омчикус. Глава попа Цвијетина Мићића је касније сахрањена на гробљу у Брчком, а тело на месту његове погибије. Посмртни остаци попа Мићића су касније, на иницијативу Николе Шкорића, пароха вршанског, пренесени и сахрањени код вршанске цркве.
Такође је османска војска водила велику битку са редовном српском војском која је пробила у Босну и утврдила се у близини Раче.
У другој половини 1876. године, Семберија је запамтила многе бојеве који су се одиграли између турске редовне војске и башибозука, на једној страни, и српских побуњеника-устаника.
Осим наведених већих битки, одиграло се и неколико мањих: код Врела у Батковићу, на Дашници, у Полоју у Црњелову, на Пољани у Црњелову, у Батковићу код кућа Бирчаковића, код Томаћева и у Свињаревцу – данашњем Остојићеву. Побуњеним семберским Србима помагали су и одреди из Србије.
У сачуваном турском извјештају властима у Тузли од 13. августа 1876. године Османлије наводе, према сазнањима муле Шакира-аге из Кораја да се устаници ("ешкије") до тада нису појавили у Корају или сусједним селима, али да је српска војска дошла до Корените, Забрђа и Богутовог Села и тамо попуњавала јединице становништвом. На брду Нијемац (доминантно брдо изнад садашњег насеља Угљевик) су формирали "три табора" од локалног становништва. На Нијемцу су се сукобили са османском резервном војском која је дошла из правца Кораја, као и  са једним табором травничких резервиста из правца Бијељине и другим из правца Јањара. Извјештај наводи да је у бици која је трајала 4 сата ешкија "дар-мар уништена" (око 150 особа погинуло са српске стране), а са стране Османске војске тек два шехида и три рањеника. Након боја устаници су гоњени од стране травничких резервиста до Црњелова.
У извјештају  19. августа 1876. године наводи се да су устаници стигли у село Забрђе и да су ранили једног резервисту у Тутњевцу, те захтјевају додатне снаге за брањење положаја у Лопарама (постојећој групи од двадесет додати још тридесет војника).

## Крај побуне
Када је дошло до пораза главнине војске књажевине Србије на бојишту у долини Мораве, код места Ђуниса у јесен 1876. године, добровољци и редовна српска војска повукли су се из Босне преко Дрине у Србију.
Ратне операције на семберском дијелу фронта окончане су 14. септембра 1876. године, повлачењем преко Дрине. Том приликом турска армија је само за дан побила око 300 недужних српских мјештана у 6 села од Амајлија до Раче.
Због турске освете, српско становништво Семберије је након овог рата било приморано да се делом исели у Србију и у Срем. Избеглице су се на своја огњишта вратили тек после аустроугарске окупације Босне и Херцеговине 1878. године.